# Georges Lignon
Georges Lignon Nagueu (né le 29 décembre 1968 en Côte d'Ivoire) est un footballeur international ivoirien, qui évoluait au poste de défenseur.

## Biographie

### Carrière en sélection
Avec l'équipe de Côte d'Ivoire, il joue 18 matchs (pour aucun but inscrit) entre 1987 et 1993. Il figure notamment dans le groupe des sélectionnés lors des coupe d'Afrique des nations de 1990 et de 1992.
Il participe également à la Coupe des confédérations de 1992. Lors de cette compétition, il joue le match des demi-finales perdue contre l'Argentine.

## Palmarès
Côte d'Ivoire
- Coupe d'Afrique des nations (1) :
  - Vainqueur : 1992.